# Quercus ignaciensis
Quercus ignaciensis är en bokväxtart som beskrevs av Cornelius Herman Müller. Quercus ignaciensis ingår i släktet ekar, och familjen bokväxter. Inga underarter finns listade.